# Art visionnaire

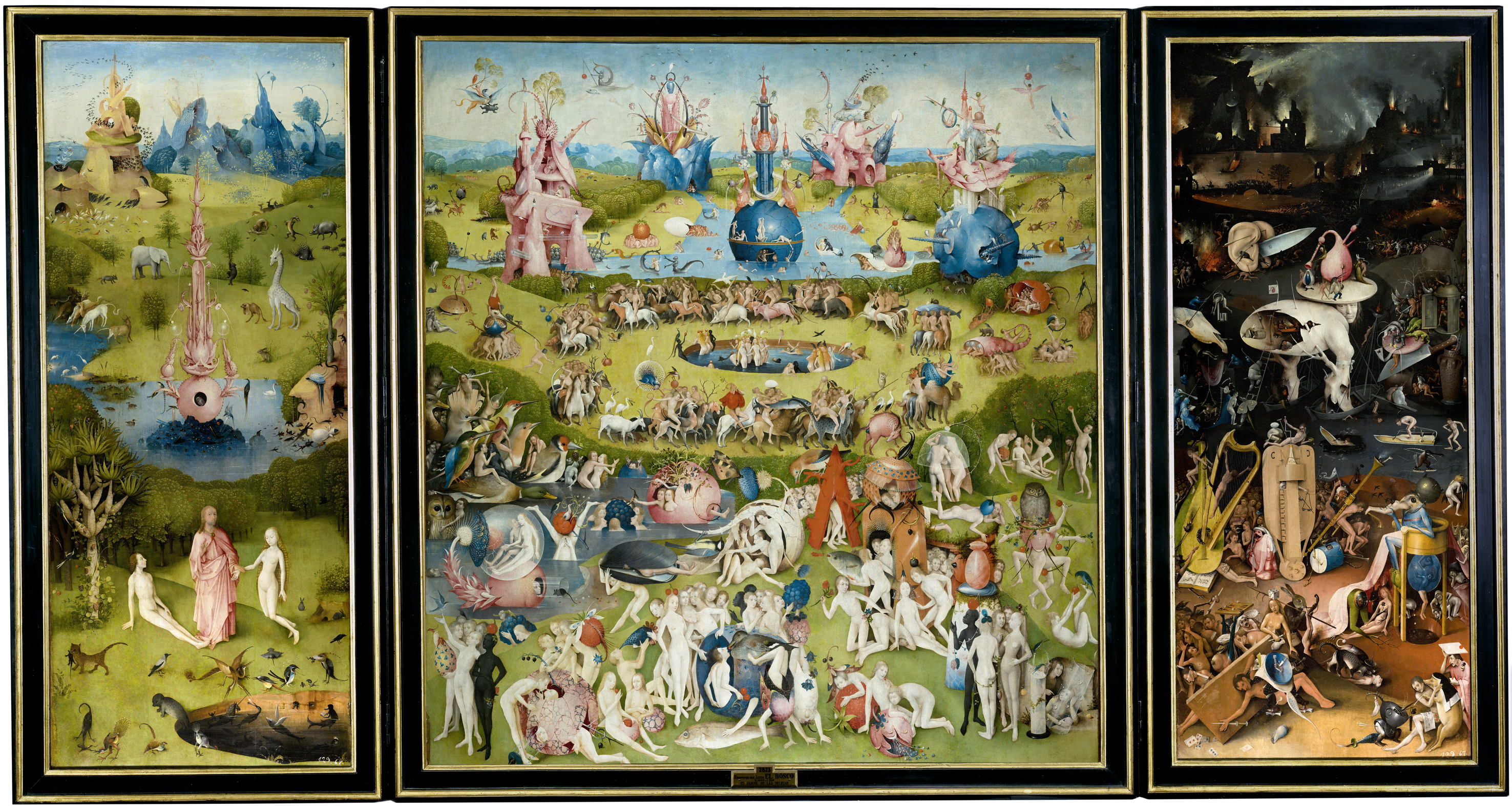
Jérôme Bosch, Le Jardin des délices, 1503-1504, Madrid, musée du Prado.

 (décembre 2011).
Si vous disposez d'ouvrages ou d'articles de référence ou si vous connaissez des sites web de qualité traitant du thème abordé ici, merci de compléter l'article en donnant les références utiles à sa vérifiabilité et en les liant à la section « Notes et références ».
L'art visionnaire est un art essentiellement pictural ou graphique qui aspire à transcender le monde physique et décrire une vision agrandie de la conscience incluant les thèmes spirituels, mystiques ou basés sur de telles expériences.

## Présentation
Les artistes, qu'ils soient confirmés ou autodidactes — par exemple appartenant à l'art brut —, créent ou continuent de créer des mondes visionnaires. Plusieurs artistes dits « visionnaires » se sont engagés dans des pratiques spirituelles et certains tirent leur inspiration d'expériences psychédéliques.
Walter Schurian, professeur à l'université de Münster, conscient de la difficulté à décrire l'art visionnaire comme un genre distinct écrit : 

« Il est difficile de savoir où il commence et où il finit. Les tendances reconnaissables sont toutes des composants du fantastique, donc la limite est floue.[réf. nécessaire] »

Malgré cette ambiguïté, il semble émerger des définitions[Lesquelles ?] qui cernent la « scène » contemporaine de l'art visionnaire.
Les artistes visionnaires contemporains comptent parmi leurs prédécesseurs Hieronymus Bosch, William Blake, Emil Bisttram (en), ou Gustave Moreau. Le symbolisme, le surréalisme et l'art psychédélique comptent aussi parmi les précurseurs directs de l'art visionnaire.

### Le mouvement visionnaire
L'art visionnaire qui, dans sa globalité, est intemporel, ne se confond pas avec le « mouvement visionnaire » qui s'est formé à Paris dans les années 1970.
Parmi les artistes rattachés à ce mouvement les plus connus figurent Hélène Csech, Dado, Érik Desmazières, Yves Doaré, François Houtin, Étienne Lodého, François Lunven, Philippe Mohlitz, Jacques Le Maréchal, Mordecaï Moreh, Jean-Pierre Velly…
Ces artistes sont les membres d’un groupe informel partageant des références artistiques similaires, pratiquant le plus souvent la gravure, exposant et travaillant aux mêmes endroits. Michel Random théorisa ce  mouvement en les rassemblant sous l'appellation d'« art visionnaire » dans son ouvrage L'Art visionnaire (première et deuxième édition).
Contrairement à l’art fantastique qui regroupe des œuvres illustratives tournées vers le rêve, l’horreur ou la science fiction, ce qui caractérise l’art visionnaire est son abstraction : l’artiste exprime d'abord un paysage intérieur, une vision qui va au-delà du monde physique et des formes connues et acceptées.

## Artistes de l'art visionnaire

### DuXVeauXXesiècle
- Jérôme Bosch (1453-1516)
- William Blake (1757-1827)
- Victor Hugo
- Samuel Palmer (1805-1881)
- Gustave Moreau (1826-1898)
- Edward Burne-Jones (1833-1898)
- Max Ernst (1891-1976)
- Salvador Dalí (1904-1989)
- Frida Kahlo (1907-1954)
- Remedios Varo (1908-1963)

### Artistes contemporains
- Bruno Altmayer
- Pablo Amaringo (en)
- David B.
- Michael Bowen (en)
- William S. Burroughs
- Laurence Caruana (en)
- Hélène Csech[4]
- Dado[4]
- Érik Desmazières[4]
- Gérard Di-Maccio
- Dominique Desorges
- Yves Doaré[4]
- Philippe Druillet
- David Em (en)
- Ernst Fuchs
- H.R. Giger
- Morris Graves (en)[5] (1910-2001)
- François Houtin[4]
- Jean Giraud
- Alex Grey
- Vidya Gastaldon
- Rudolf Hausner
- André Heller[réf. nécessaire]
- Mad-Jarova
- Mati Klarwein
- Oleg A. Korolev (en)
- Paul Laffoley (en)
- Armand Langlois
- Jacques Le Maréchal[4]
- Étienne Lodého[4]
- François Lunven[4]
- Leigh McCloskey
- Alain Margotton[4]
- Brigid Marlin (en)
- Jean-Michel Mathieux-Marie[4]
- Didier Mazuru[4]
- Philippe Mohlitz
- Daniela Ovtcharov
- Vladimir Ovtcharov
- Michael Pearce (en)
- Antonio Roybal (en)
- Georges Rubel[4]
- Mark Ryden
- De Es Schwertberger (en)
- Luang Pu Bunleua Sulilat
- Anne Sudworth (en)
- Gérard Trignac[4]
- Jean-Pierre Ugarte
- Robert Venosa (en)
- Jean-Pierre Velly[4]
- Claude Verlinde
- Veda Ram
- Suzanne Clairac (1911-2005)

## Expositions
- 1992 : « L’art Visionnaire »[6], AMAC, galerie municipale d'art contemporain de Chamalières.
- 2002 : « Victor Hugo et les artistes contemporains »[7], Association mouvement d'art contemporain (AMAC), galerie municipale d'art contemporain de Chamalières.
- 2012 : « Les Visionnaires », musée Panorama de Bad Frankenhausen (Allemagne). Quatorze graveurs français (Hélène Csech, Dado, Yves Doaré, Érik Desmazières, François Houtin, Jacques Le Maréchal, Étienne Lodého, François Lunven, Jean-Michel Mathieux-Marie, Alain Margotton, Didier Mazuru, Georges Rubel, Gérard Trignac, Jean-Pierre Velly). Catalogue.
- [Quand ?] : expositions du musée de l'Imaginaire[8], château de Ferrières à Ferrières-en-Brie.

#### En français
- Michel Random, Art visionnaire, Paris, Philippe Lebaud Editeur, 1991.

#### En anglais
- Ramond et Lila Piper, Cosmic Art, Hawthorne Books, 1975  (ISBN 0-8015-1774-5).
- John Maizels, Raw Creation: Outsider Art and Beyond, 1996  (ISBN 0-7148-3149-2).
- Schurian, Prof. Dr. Walter, Fantastic Art, Taschen, 2005  (ISBN 978-3-8228-2954-7).
- Erik Davis et Pablo Echaurren, True Visions, Betty Books, 2006  (ISBN 88-902372-0-1).
- Metamorphosis : 50 Contemporary Surreal, Fantastic and Visionary Artists, beinArt, 2007  (ISBN 978-0-9803231-0-8).

##### Sur des artistes visionnaires
- Celestial Visitations. The Art of Gilbert Williams, Pomegranate Artbooks, 1979  (ISBN 0-517-53900-4).
- Sacred Mirrors: The Visionary Art of Alex Grey, Carlo McCormick, Inner Traditions International, 1990.
- The Art of Adolf Wolfli, Elka Spoerri, Daniel Baumann et E. M. Gomez, 2003  (ISBN 0-691-11498-6).
- Nothing Is True - Everything Is Permitted: The Life of Brion Gysin, John Geiger, The Disinformation Company, 2005  (ISBN 1932857125).
- The Visionary Revue, revue de Laurence Caruana, basée à Paris, analyse l'art visionnaire (Site de la revue.).
- Hey! (sous-titrée modern art & pop culture), revue consacrée à l'art outsider pop, présente régulièrement des artistes et œuvres d'art visionnaire.